# Prafaktor
Práfáktor ali mogoče tudi práštevílski delítelj nekega celega števila je v matematiki vsak njegov faktor, ki je praštevilo in da skupaj z drugimi prafaktorji ali z 1 kot enoličen zmnožek število samo.
Praštevilo p ima točno en pravi delitelj (1) in en prafaktor (število p samo), sestavljeno število pa ima več različnih pravih deliteljev in hkrati več različnih ali enakih prafaktorjev. Na primer praštevilo 2003 ima edini pravi delitelj 1 in prafaktor 2003, število 2004 pa ima 11 pravih deliteljev {1, 2, 3, 4, 6, 12, 167, 334, 501, 668, 1002} in 4 prafaktorje {2, 2, 3, 167}, od katerih sta dva enaka.
Ker po definiciji število 1 ni praštevilo, tudi ni prafaktor, in ker tudi ni sestavljeno število, nima prafaktorjev. 1 je prazni produkt. Praštevilo nima faktorjev. 

## Aritmetične funkcije
Skupno število vseh prafaktorjev celega števila n, ki se lahko ponovijo večkrat, je aritmetična popolno aditivna funkcija Ω(n) (OEIS A001222). 
Skupno število vseh različnih prafaktorjev celega števila n, je aditivna funkcija ω(n) (OEIS A001221). Tudi vsota vseh prafaktorjev (sopfr(n)) ni popolno aditivna funkcija.